# Holm Meyer
Holm Meyer (* 24. April 1962 in Quedlinburg) ist ein deutscher Schriftsteller und Lehrer, der vor allem als Verfasser von Lyrik und Prosa in Erscheinung tritt.

## Leben
Holm Meyer wurde am 24. April 1962 in Quedlinburg geboren. Nach seiner allgemeinen Schulausbildung machte er 1980 sein Abitur und absolvierte danach bis 1988 seinen Wehrdienst in Zittau und Stern Buchholz. Danach absolvierte er ein Pädagogikstudium (Deutsch/Geschichte) in Magdeburg und war in weiterer Folge ab 1988 als Lehrer an verschiedenen Schulen tätig. Später wurde er an das Regierungspräsidium Magdeburg abgeordnet und seit August 1994 dorthin versetzt. Zuletzt war Meyer, der Vater einer Tochter und zweier Söhne ist, im Landesschulamt beschäftigt. Bereits Anfang der 1980er Jahre verfasste er erste Lyriktexte, später kam auch noch Kurzprosa hinzu. Heute (Stand: 2023) lebt Meyer noch immer in Magdeburg und gibt vereinzelt Vorlesungen.

## Werke (Auswahl)
- 1997: Im Tag, des Nachts. Gedichte und Kurzprosa
- 2011: Nichts Ganzes, Halbes nur. Gedichte und kurze Prosa (2. verbesserte Auflage, 2017)

### Teilnahme an Anthologien (Auswahl)
- Almanach der Literarischen Gesellschaft Magdeburg e.V., Heft 1992/93 und 1994/95
- Ort der Augen, 1993, 1994, 1997, 1999 bis 2002, 2004, 2005, Magdeburg
- Gewinde, Zeitschrift an der Universität Magdeburg, 1994
- Literatur Kalender Sachsen-Anhalt, 1996, Oschersleben, dr. ziethen verlag
- Magdeburg. Ein Jahrhundert in Geschichten und Bildern, 1998, Fischerhude, Verlag Atelier im Bauernhaus
- Das Kind im Schrank, 1998, Leipzig, Faber & Faber
- Die dünne dunkle Frau, 2000, Oschersleben, dr. ziethen verlag
- WERKSTATTKISTE. Ein Künstlerbuch, 2001, Halle/Saale
- Als die eisigen Tage endlich vorüber waren, 2012, Apollon Verlag, Jerewan